# 土川 (大仙市)
土川（つちかわ）は、秋田県大仙市の大字。郵便番号019-2111。本項では同地域にかつて存在した仙北郡土川村（つちかわむら）についても記す。

## 地理
大仙市北西部、心像川流域に位置する。西で北楢岡・刈和野・協和峰吉川、南で四ツ屋・松倉・神宮寺、北で協和稲沢および仙北市角館町西長野、東で・松倉・長野および仙北市角館町八割・角館町下延と隣接する。秋田県道10号本荘西仙北角館線が南部を横断し、秋田県道254号土川神岡線が南に分岐するほか、西から北へ秋田県道252号水沢西仙北線が通過する。

### 山岳
- 明光沢岳
- 虚空蔵岳
- 鬼壁山
- 諏訪山

### 河川
- 心像川

### 小字
字市道、字小杉山、字床畑、字上雨堤、字上野、字心像西野、字杉沢、字生内、字大楽、字大野、字辰ノ口、字鳥井野、字添ノ又、字日渡花立野、字半道寺、字半道寺西野、字仏沢

## 世帯数と人口
2015年（平成27年）10月1日現在の世帯数と人口は以下の通りである。
| 丁目             | 世帯数  | 人口    |
| ---------------- | ------- | ------- |
| 土川字市道       | 26世帯  | 89人    |
| 土川字小杉山     | 23世帯  | 80人    |
| 土川字床畑       | 48世帯  | 170人   |
| 土川字上雨堤     | 39世帯  | 121人   |
| 土川字上野       | 37世帯  | 122人   |
| 土川字心像西野   | 29世帯  | 80人    |
| 土川字杉沢       | 30世帯  | 113人   |
| 土川字生内       | 27世帯  | 105人   |
| 土川字大楽       | 26世帯  | 87人    |
| 土川字大野       | 27世帯  | 90人    |
| 土川字辰ノ口     | 22世帯  | 67人    |
| 土川字鳥井野     | 30世帯  | 106人   |
| 土川字日渡花立野 | 37世帯  | 134人   |
| 土川字半道寺     | 37世帯  | 123人   |
| 土川字半道寺西野 | 73世帯  | 238人   |
| 土川字仏沢       | 37世帯  | 134人   |
| 計               | 548世帯 | 1,859人 |

補足追加　2025.04
土川字野中　　　　　11世帯　38人　　

## 歴史

### 沿革
- 1889年（明治22年）4月1日 - 町村制の施行により、半道寺村、西今泉村、心像村、小杉山村の区域をもって土川村が発足。
- 1955年（昭和30年）3月1日 - 土川村が刈和野町・大沢郷村・強首村と合併して西仙北町が発足。同日土川村廃止。
- 2005年（平成17年）3月22日 - 西仙北町が大曲市・神岡町・中仙町・協和町・南外村・仙北町・太田町と合併して大仙市が発足。

## 交通

### バス
羽後交通
- 土川線・心像線
  - 大曲バスターミナル - 神宮寺駅前角 - 刈和野駅前 - 土川学校前 - 杉沢 / 鬼頭

### 道路
- 秋田県道10号本荘西仙北角館線
- 秋田県道252号水沢西仙北線
- 秋田県道254号土川神岡線

## 施設
- 土川郵便局